# 俄羅斯聯邦功勳軍事領航員
俄羅斯聯邦功勳軍事領航員（俄語：Заслуженный военный штурман Российской Федерации），是俄羅斯聯邦的國家榮譽頭銜之一。

## 歷史
俄羅斯聯邦功勳軍事領航員源自蘇聯時期的蘇聯功勳軍事領航員。“蘇聯功勳軍事領航員”的榮譽頭銜是由最高蘇維埃於1965年1月26日建立；隨著1991年蘇聯解體，此榮譽頭銜於1992年3月20日 被更名為“俄羅斯聯邦功勳軍事領航員”。

## 頒發
俄羅斯聯邦功勳軍事領航員的榮譽頭銜是頒發給軍隊、軍校及其他軍事或聯邦機構中在航空技術或軍事教育表現表現卓越、在作戰和訓練時表現傑出及領航時長期沒有發生故障的領航員 。俄羅斯總統負責根據俄羅斯國防部的建議授予此榮譽頭銜。受勳者應把勳章戴在胸部的右邊，並且要和其他類似的勳章放在一起。

## 勳章外貌
此勳章的設計和俄羅斯聯邦功勳軍事飛行員勳章大致相同。俄羅斯聯邦功勳軍事領航員的勳章長23毫米，寬27毫米，邊緣凸起。獎章正面頂部有“功勳軍事領航員”（俄語：ЗАСЛУЖЕННЫЙ ВОЕННЫЙ ШТУРМАН）的字樣，分為三行，中央則有一架浮雕的噴射機，底部則有一行字“俄羅斯”（俄語：РОССИЯ），疊在一些月桂樹樹支上；勳章上的綬帶為白、藍、紅三色。

## 外部連結
- 俄羅斯聯邦官方網頁對此榮譽頭銜的介紹（页面存档备份，存于）